# Černá ovce (film, 2004)
Černá ovce (Saved!, tj. Spasena!) je americký hraný film z roku 2004, který režíroval Brian Dannelly podle vlastního scénáře. Film je komedií ze středoškolského prostředí, příběh se odehrává na křesťanské škole.

## Děj
Mary navštěvuje se svým přítelem Deanem, svou nejlepší kamarádkou Hilary Faye a jejím tělesně postiženým bratrem Rolandem křesťanskou střední školu. Když jí Dean řekne, že je gay, udělá vše pro jeho záchranu a ztratí s ním panenství. Když ale Deanovi rodiče zjistí, že jejich syn je gay, pošlou ho na převýchovu do křesťanského centra. Na školu chodí též Patrick, syn pastora a ředitele Skipa, kterému se Mary líbí. O něco později Mary zjistí, že je těhotná, nemůže se ale nikomu svěřit. Její tajemství náhodou zjistí Cassandra, jediná židovka na škole a Roland, který se do Cassandry zamilovat, a oba se jí snaží pomoci. Mary se pomalu odcizuje Hilary Faye s jejími ultrakonzervativními náboženskými názory. Hilary Faye se snaží Mary vrátit zpět do náruče Ježíše a zkouší na ní dokonce i exorcismus. Když pozná, že její námaha je marná, Patrick se zajímá o Mary víc než o ni, a navíc její bratr Roland je zamilovaný do její nepřítelkyně Cassandry, pomaluje Hilary Faye tajně fasádu školy vulgárními graffiti a podstrčí Mary, Cassandře a Rolandovi do jejich skříněk spreje. Cassandra je následně vyloučena ze školy a navíc se zjistí, že Mary je těhotná. Následkem toho má být Mary poslána do stejného domu na převýchovu jako Dean. Cassandře a Rolandovi se podaří odhalit intriky Hilary Faye a na závěrečném školním plese ji usvědčit. Na plesu se objeví nečekaně i Dean se svým partnerem. Oba utekli společně z centra, aby vedli život jaký sami chtějí. Mary náhle dostane porodní bolesti a je odvezena do nemocnice, kde se jí narodí dcera. Dean se raduje ze svého dítěte a Mary najde v Patrickovi nového přítele.

## Obsazení
| Jena Malone           | Mary        |
| Mandy Mooreová        | Hilary Faye |
| Macaulay Culkin       | Roland      |
| Patrick Fugit         | Patrick     |
| Chad Faust            | Dean        |
| Eva Amurri            | Cassandra   |
| Heather Matarazzo     | Tia         |
| Elizabeth Thai        | Veronica    |
| Martin Donovan        | pastor Skip |
| Mary-Louise Parkerová | Lillian     |
| Kett Turton           | Mitsch      |

## Ocenění
- Brian Dannelly: ocenění na Gen Art Film Festival
- Jena Malone: nominace na Satellite Award
- Mandy Moore: nominace na Teen Choice Awards
- Nominace filmu: GLAAD Media Award a Chlotrudis Award